# Torneo de Estrasburgo 2023
El Internationaux de Strasbourg 2023 fue un torneo profesional de tenis en canchas de arcilla. Fue la 37.ª edición del torneo que formó parte de la WTA Tour 2023. Se llevó a cabo en Estrasburgo (Francia) desde el 21 hasta 27 de mayo de 2023.

## Distribución de puntos
| Modalidad           | Campeona | Finalista | Semifinales | Cuartos de final | 2ª ronda | 1ª ronda | Clasificadas | 2ª ronda de clasificación | 1ª ronda de clasificación |
| Individual femenino | 280      | 180       | 110         | 60               | 30       | 1        | 18           | 12                        | 1                         |
| Dobles femenino     | 280      | 180       | 110         | 60               | 1        | -        | -            | -                         | -                         |

## Cabezas de serie

### Individuales femenino
| Tenista             | Ranking | Preclasificada |
| Karolína Plíšková   | 14      | 1              |
| Beatriz Haddad Maia | 15      | 2              |
| Magda Linette       | 19      | 3              |
| Elise Mertens       | 26      | 4              |
| Shuai Zhang         | 29      | 5              |
| Bernarda Pera       | 32      | 6              |
| Sorana Cîrstea      | 34      | 7              |
| Marta Kostyuk       | 40      | 8              |

- Ranking del 8 de mayo de 2023.[2]

### Dobles femenino
| Tenista                         | Ranking | Preclasificada |
| Nicole Melichar Ellen Perez     | 24      | 1              |
| Desirae Krawczyk Giuliana Olmos | 26      | 2              |
| Shuko Aoyama Ena Shibahara      | 41      | 3              |
| Yifan Xu Zhaoxuan Yang          | 44      | 4              |

## Campeonas

### Individual femenino
Elina Svitólina venció a  Anna Blinkova por 6-2, 6-3

### Dobles femenino
Yifan Xu /  Zhaoxuan Yang vencieron a  Desirae Krawczyk /  Giuliana Olmos por 6-3, 6-2